# Molson Indy Vancouver 1999
Molson Indy Vancouver 1999 var ett race som var den sextonde deltävlingen i CART World Series 1999. Racet kördes den 5 september på GM Place i Vancouver, Kanada. Racet vanns av Juan Pablo Montoya, som därmed vann sitt sjunde race för säsongen, och utökade sin mästerskapsledning. Dario Franchitti, Montoyas konkurrent om mästerskapet, blev inte bättre än tia, vilket gav Montoya ett signifikativt övertag i sammandraget. Patrick Carpentier var tävlingens största överraskning, då han kom tvåa bakom Montoya, vilket var hans bästa placering i CART på en konventionell racerbana.

## Slutresultat
| Plats | Förare              | Team                    | Grid | Kvaltid  |
| ----- | ------------------- | ----------------------- | ---- | -------- |
| 1     | Juan Pablo Montoya  | Chip Ganassi Racing     | 1    | 1.00,641 |
| 2     | Patrick Carpentier  | Forsythe Racing         | 11   | 1.01,483 |
| 3     | Jimmy Vasser        | Chip Ganassi Racing     | 16   | 1.01,855 |
| 4     | Maurício Gugelmin   | PacWest Racing          | 10   | 1.01,483 |
| 5     | Cristiano da Matta  | Arciero-Wells Racing    | 17   | 1.01,976 |
| 6     | Richie Hearn        | Della Penna Motorsports | 22   | 1.02,522 |
| 7     | Jan Magnussen       | Patrick Racing          | 21   | 1.02,470 |
| 8     | Hélio Castroneves   | Hogan Racing            | 26   | 1.03,563 |
| 9     | Tony Kanaan         | Forsythe Racing         | 15   | 1.01,817 |
| 10    | Dario Franchitti    | Team KOOL Green         | 4    | 1.00,952 |
| 11    | Andrea Montermini   | All American Racing     | 25   | 1.03,306 |
| 12    | Memo Gidley         | Payton/Coyne Racing     | 20   | 1.02,337 |
| 13    | Scott Pruett        | Arciero-Wells Racing    | 14   | 1.01,784 |
| 14    | Michael Andretti    | Newman/Haas Racing      | 8    | 1.01,160 |
| 15    | Roberto Moreno      | Newman/Haas Racing      | 6    | 1.00,976 |
| 16    | Luiz Garcia Jr.     | Hogan Racing            | 27   | 1.03,844 |
| 17    | Michel Jourdain Jr. | Payton/Coyne Racing     | 18   | 1.02,092 |
| 18    | Paul Tracy          | Team KOOL Green         | 3    | 1.00,913 |
| 19    | Mark Blundell       | PacWest Racing          | 5    | 1.00,957 |
| 20    | Greg Moore          | Forsythe Racing         | 9    | 1.01,467 |
| 21    | P.J. Jones          | All American Racing     | 2    | 1.00,877 |
| 22    | Robby Gordon        | Team Gordon             | 19   | 1.02,104 |
| 23    | Max Papis           | Team Rahal              | 12   | 1.01,503 |
| 24    | Bryan Herta         | Team Rahal              | 13   | 1.01,588 |
| 25    | Al Unser Jr.        | Marlboro Team Penske    | 24   | 1.02,822 |
| 26    | Gil de Ferran       | Walker Racing           | 7    | 1.00,999 |
| 27    | Naoki Hattori       | Walker Racing           | 23   | 1.02,647 |